# Schwestern von der Liebe Jesu

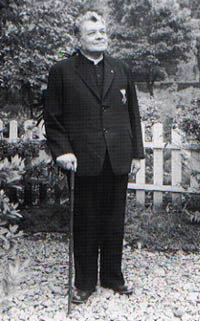
Antonio Cavoli, SDB
Gründer der Kongregation

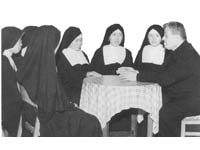
Eine Gruppe von Schwestern mit ihrem Gründer

Die Schwestern von der Liebe Jesu (Ordenskürzel: SCG - Suore della Carità di Gesù; bis 2009: Caritas Sisters of Miyazaki) sind ein Ordensinstitut päpstlichen Rechts für Frauen und gehören seit 1986 zur Don-Bosco-Familie.
Das Institut wurde in Miyazaki, im japanischen Bistum Oita durch den Salesianer Don Boscos und Missionar Antonio Cavoli (1888–1972) gegründet. Dieser war Mitarbeiter von Vincenzo Cimatti. Bereits 1928 rief Cavoli die Gesellschaft der Damen des heiligen Vinzenz von Paul ins Leben, die sich der Armen- und Krankenfürsorge annehmen sollten. Diese Gesellschaft wurde am 15. August 1937 als Kongregation errichtet und von Rom anerkannt.
Während des Zweiten Weltkriegs starben sehr viele Ordensschwestern, nur 18 blieben übrig. Doch die Kongregation begann sich von Neuem auszuweiten. Bereits 1956 konnte man sogar ein erstes Haus in Korea, 1960 eines in Lateinamerika öffnen.
Am 1. Januar 1998 erhielt die Kongregation die päpstliche Approbation.
Seit 2015 ist Mutter Theresia Ryoko Furuki die Generaloberin. Das Generalat befand sich lange Zeit in Tokio, jetzt aber in Rom. Zum 31. Dezember 2005 zählte die Kongregation mehr als 1000 Angehörige, vor allem Japanerinnen und Koreanerinnen) in 174 Häusern in Australien (1), Bolivien (4), Brasilien (7), Deutschland (2), Italien (1), Japan (51), Papua-Neuguinea (1), Peru (5), Philippinen (1), Südkorea (98) und in den Vereinigten Staaten (3). Die Caritas-Schwestern übernehmen Aufgaben in Kinderkrippen, Kindergärten, Kinderheimen und -tagesstätten, in Krankenhäusern, Ambulanzstationen, Altenheimen und Schulen sowie im Medienbereich.
Bereits 1954 kamen die ersten Schwestern aufgrund einer Patenschaft zwischen dem Erzbistum Köln und dem Erzbistum Tokio auf Einladung von Kardinal Frings nach Deutschland, um in Köln und Düsseldorf im Bereich der Kinder- und Seniorenbetreuung mitzuarbeiten. 1980 übernahmen die Schwestern die bestehenden Einrichtungen und betreiben in Köln ein Studentinnenwohnheim und in Düsseldorf einen japanischen Kindergarten und eine japanische Sprachschule für Schulkinder.